# Veronica laxissima
Veronica laxissima är en grobladsväxtart som beskrevs av De Yuan Hong. Veronica laxissima ingår i släktet veronikor, och familjen grobladsväxter. Inga underarter finns listade i Catalogue of Life.